# Christian Andreas Naumann

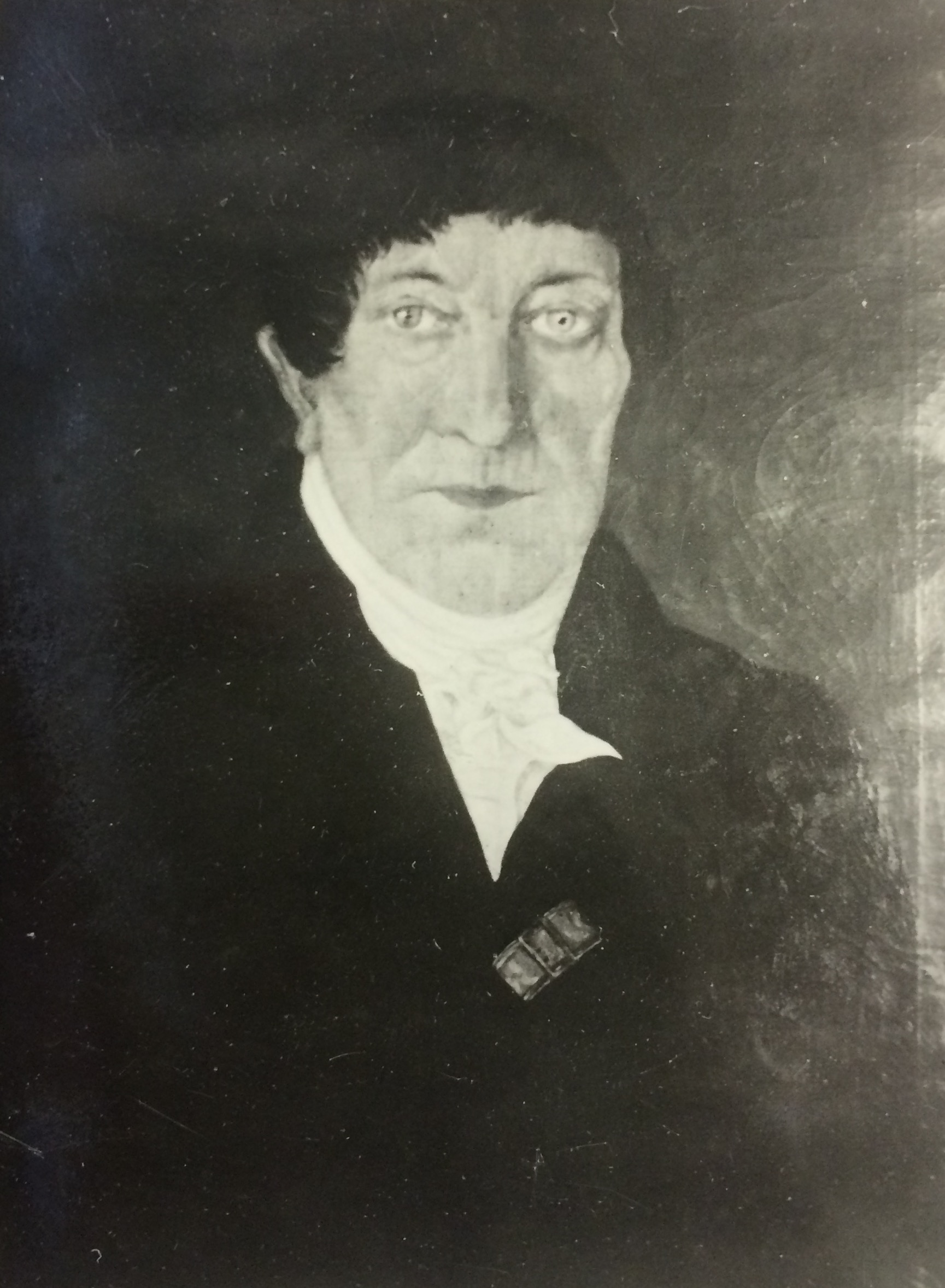
Porträt von Christian Andreas Naumann

Christian Andreas Naumann (* 27. September 1759 in Leipzig; † 1. Dezember 1828 in Wittenberg) war Lederfabrikant, Kirchenältester, Viertelsmeister und Stadthauptmann der Schützen zu Wittenberg.

## Leben
Christian Andreas Naumann entstammte einer in Leipzig über mehrere Jahrhunderte ansässigen Gerberfamilie, die sich bis in das 15. Jahrhundert zurückverfolgen lässt. In Leipzig erlernte er das Handwerk als Gerber und wurde zum Meister berufen. Aufgrund der wirtschaftlichen Umbrüche verließen er und einige seiner Brüder Leipzig und siedelten sich als Bürger 1788 in Wittenberg an. Er fand schnell Anerkennung in der Stadt und wurde in die höchsten Ämter gewählt, z. B. als Viertelsmeister. Insbesondere als Hauptmann der Schützen nahm er eine bedeutende Rolle bei der Verteidigung der Stadt Wittenberg während der Napoleonischen Kriege, die auch als Koalitionskriege bezeichnet werden, ein.
Friedrich August I., Kurfürst von Sachsen, hatte sich im Frieden von Posen zum Bundesgenossen Frankreichs und zum Mitglied im Rheinbund erklärt. Die Stadt Wittenberg hatte schwer unter dem Krieg und den Einquartierungen zu leiden. Am 1. Mai 1809 erschien der Major Ferdinand von Schill mit seinen Soldaten, die als Schillsche Jäger bezeichnet wurden, vor den Toren von Wittenberg. Der Bruder von Christian Andreas, Johann Heinrich, beobachtete schon wie die Husaren sich auf die Stadt zubewegten. Wie das Landfolk suchten er zusammen mit seinem Sohn die Festung Wittenberg zum Schutz auf und verkündeten der Garnisonsbesatzung den Anmarsch der Soldaten. Offenbar hatten sie es auf die in der Stadt befindliche Kriegskasse der sächsischen Armee und das Hauptmunitionsdepot der sächsischen Artillerie abgesehen. Allerdings schlossen die Schützen und Grenadiere zusammen mit der nur geringen Garnisonsbesatzung die Tore und besetzten die Wälle. Aufgrund der guten und raschen Verteidigung musste das Schillsche Freikorps unverrichteter Dinge wieder abziehen. Da der ursprüngliche Plan, die Festung Wittenberg rasch zu nehmen und somit die dort vorhandene beträchtlichen Kriegskasse und das Munitionsdepots zu vereinnahmen, misslang, trieb er auf seinem Zug nach Dessau und Köthen überall Kontribution ein, um seine anwachsende Unterstützeranzahl unterhalten zu können.
Im Jahre 1828 verstarb Christian Andreas Naumann aufgrund der Leiden an einer Brustwassersucht.

Todesanzeige von Christian Andreas Naumann

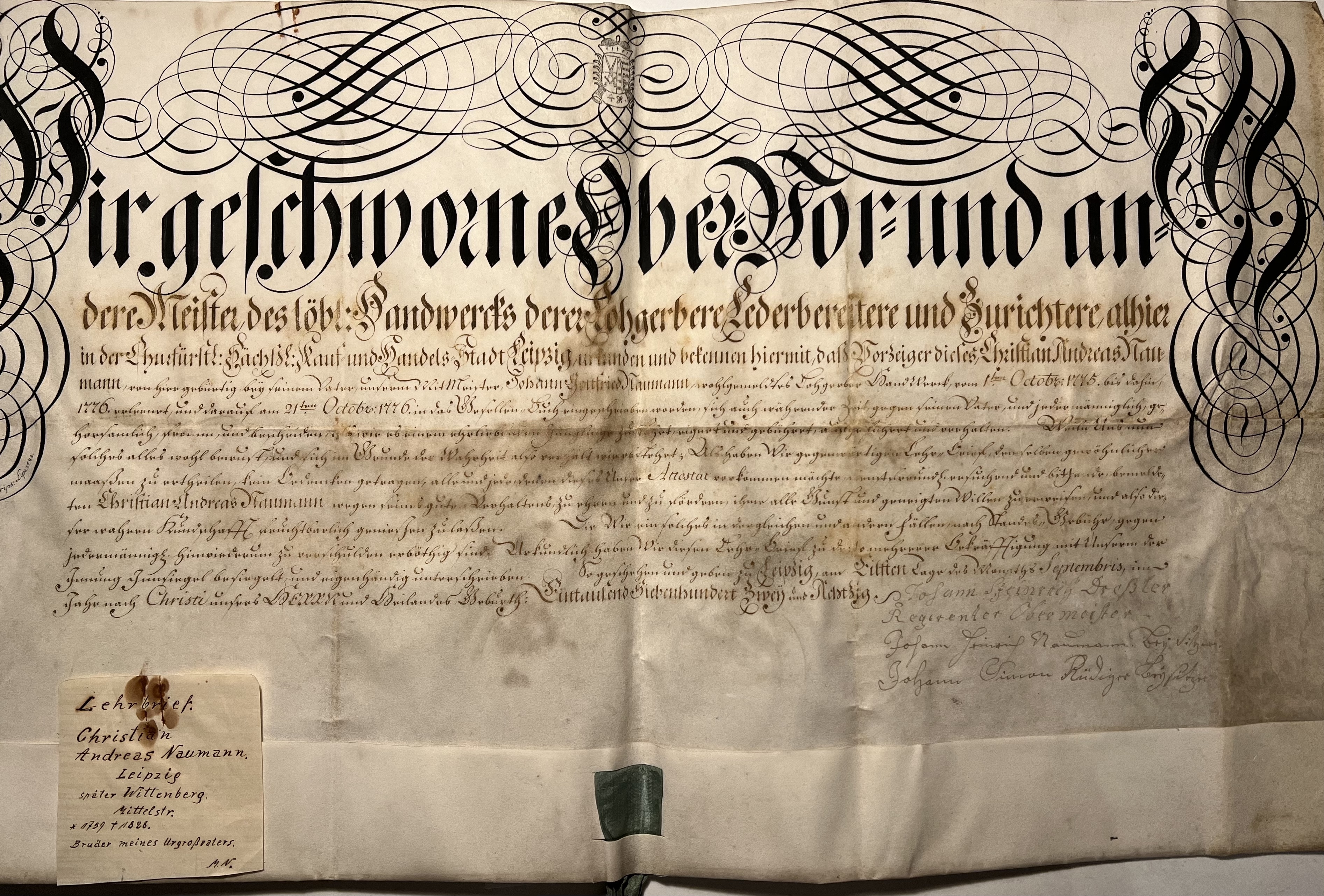
Gesellen- oder Lehrbrief zum Lohgerber von Christian Andreas Naumann

## Ehrungen
In Anerkennung der Verteidigung der Stadt wurden durch königliches Reskript vom 7. Mai 1810 am 21. Juni 1810 den beiden damaligen Hauptleuten, dem Schützenhauptmann Christian Andreas Naumann und dem Grenadierhauptmann J. A. Oeser (Großvater des späteren Ministers Rudolf Oeser), zwei – extra aus diesem Grund geprägten – goldene Verdienstmedaillen des Königs von Sachsen übergeben. Auf der Vorderseite war das Brustbild des Königs von Sachsen mit der Inschrift „Fridericus Augustus D.G. Rex Sax. Dux Varsov“ und auf der Rückseite eine sitzende weibliche Figur mit der Überschrift „Bene merentibus“ abgebildet. Der 1412 gegründeten Wittenberger Schützengesellschaft bzw. der gesamten bewaffneten Bürgerschaft wurde seitens des Königs als Dank eine Fahne gestiftet und am 14. Februar 1811 feierlich übergeben. Zum Andenken an diesen Tag wurde durch Spenden des Magistrats und von Bürgern eine Stiftung gegründet, um mit den Zinsen des Stiftungskapitals jährlich am 14. Februar wechselweise einen Bürgerssohn oder eine Bürgerstochter in ihrer Ausbildung mit einem sogenannten Fahnenstipenium zu unterstützen.

## Familie
Bis in das 16. Jahrhundert zurück lässt sich die Familie Naumann als Gerber in Leipzig zurückverfolgen. Bekanntester Vertreter war Johann Bartholomäus Nauman (1678–1757), der im Frühjahr 1739 zum Obermeister der Lohgerberinnung in Leipzig gewählt wurde. Den Aufstieg in der Stadtgesellschaft konnte an den Paten seiner Kinder nachgewiesen werden, worunter sich beispielsweise der Bürgermeister Dr. Abraham Christoph Platz oder die Frau des Superintendanten der Ephorie Leipzig Dr. Johann Dornfeld befand.
Vom Neffen und Patenkind von Christian Andreas, Johann Heinrich Naumann (1795–1867) stammte eine Überlieferung, die eine Begegnung mit den Husaren, Schillsche Jäger, vor den Toren der Stadt Wittenberg im Jahre 1809 und die Flucht der Landbevölkerung schilderte.

## Belege
1. ↑   Fotos aus dem Stadtarchiv Wittenberg sowie aus dem Familienarchiv Naumann
2. ↑  Erich Gritzner: Wappen und Hausmarken Wittenberger Familien. In: Heimatkalender für den Kreis und die Stadt Wittenberg 1922, ZDB-ID 574522-6
3. ↑  Karl Steinmüller: Das Gerbergeschlecht Naumann (1940 im Auftrag von M. Naumann), unveröffentlichtes Manuskript im Sächsischen Hauptstaatsarchiv in Dresden (Forschung und Manuskript über die Genealogie des Gerber-Geschlechts Naumann aus Leipzig, Sächsisches Staatsarchiv, 12790 Nachlass Karl Steinmüller, Nr. 374)
4. ↑  Georg Baersch: Ferdinand von Schills Zug und Tod im Jahre 1809. Nachdruck der Ausgabe von 1860. Hansebooks, 2016, S. 41–42, ISBN 978-3-7434-0401-4 (Digitalisat MDZ)
5. ↑  Baierische Nationalzeitung Numero 113 vom 16. Mai 1809, Dritter Jahrgang Erster Band. S. 470 (online bei digiPress)
6. ↑  Heinrich August Pierer (Hrsg.): Encyclopädisches Wörterbuch der Wissenschaften, Künste und Gewerbe bearbeitet von mehreren Gelehrten. Band 15, Niemcewicz bis Pazzi. erschienen 1831. S. 32
7. ↑  Georg Baersch: Ferdinand von Schills Zug und Tod im Jahre 1809. Nachdruck der Ausgabe von 1860. Hansebooks, 2016, ISBN 978-3-7434-0401-4 (Digitalisat MDZ).
8. ↑  Friedrich Vormbaum: Die brandenburgische-preissische Geschichte, Leipzig 1853, S. 188
9. 1 2   Todesanzeige in der Leipziger Zeitung vom 9. Dezember 1828, S. 3560 (
online bei ANNO)
10. ↑  Nationalzeitung der Deutschen Jahrgang 1811, 16. Stück, 18. April, im Verlag der Beckerschen Buchhandlung, Gotha 1811. Sp. 305 (online bei digiPress)
11. ↑  Sächsisches Staatsarchiv: Verzeichnis der verliehenen sächsischen Verdienstorden von 15 Jhd. - 1831. Registratursignatur Loc. 156 Nr. 22 (Sächsisches Staatsarchiv, 10025 Geheimes Konsilium, Nr. Loc. 06291/09)
12. ↑  Gottfried: Schills Handstreich auf Wittenberg. In: Wittenberger Zeitung, 28. April 1834
13. ↑  Richard Erfurth: Die Geschichte der Wittenberger Schützengesellschaft. Festschrift zur Feier ihres 500jährigen Bestehens. Wittenberg 1912, S. 8–10
14. ↑  Nationalzeitung der Deutschen Jahrgang 1811, 16. Stück, 18. April, im Verlag der Beckerschen Buchhandlung, Gotha 1811. Sp. 306–307  (Digitalisat digiPress)
15. ↑  Nationalzeitung der Deutschen Jahrgang 1811, 16. Stück, 18. April, im Verlag der Beckerschen Buchhandlung, Gotha 1811. S. 307
16. ↑  Richard Erfurth: Die Geschichte der Wittenberger Schützengesellschaft. Festschrift zur Feier ihres 500jährigen Bestehens. Wittenberg 1912, S. 11–13
17. ↑  Karl Steinmüller: Das Gerbergeschlecht Naumann (1940 im Auftrag von M. Naumann), unveröffentlichtes Manuskript im Sächsischen Hauptstaatsarchiv in Dresden
18. ↑  Karl Steinmüller: Das Gerbergeschlecht Naumann (1940 im Auftrag von M. Naumann), unveröffentlichtes Manuskript im Sächsischen Hauptstaatsarchiv in Dresden
19. ↑  Kühling, Karin; Mundus, Doris: Leipzigs regierende Bürgermeister vom 13. Jahrhundert bis zur Gegenwart. Sax-Verlag, Beucha 2000. ISBN 3-934544-02-9, S. 38
20. ↑  Kreyssig, August Hermann: Album der evangelisch-lutherischen Geistlichen im Königreiche Sachsen. Dresden 1883, S. 269
21. ↑  Karl Steinmüller: Das Gerbergeschlecht Naumann (1940 im Auftrag von M. Naumann), unveröffentlichtes Manuskript im Sächsischen Hauptstaatsarchiv in Dresden
22. ↑  Georg Baersch: Ferdinand von Schills Zug und Tod im Jahre 1809. Nachdruck der Ausgabe von 1860. Hansebooks, 2016, S. 41–42, ISBN 978-3-7434-0401-4 (Digitalisat MDZ)

| Personendaten    | Personendaten                                                                          |
| ---------------- | -------------------------------------------------------------------------------------- |
| NAME             | Naumann, Christian Andreas                                                             |
| KURZBESCHREIBUNG | Schützenhauptmann in Wittenberg, der die Stadt gegen die Schillschen Jäger verteidigte |
| GEBURTSDATUM     | 27. September 1759                                                                     |
| GEBURTSORT       | Leipzig, Deutschland                                                                   |
| STERBEDATUM      | 1. Dezember 1828                                                                       |
| STERBEORT        | Wittenberg, Deutschland                                                                |